# Waggon-Union

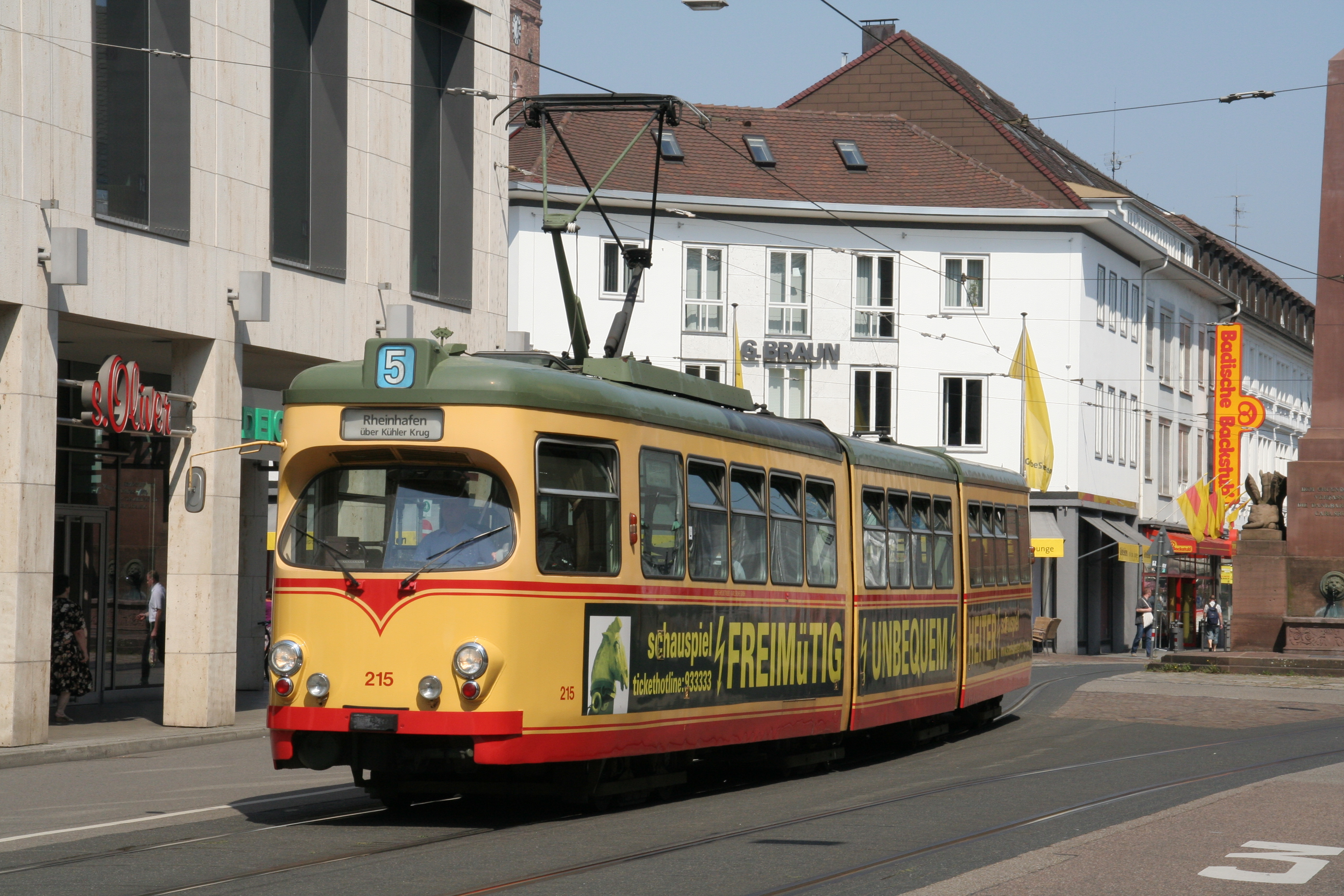
Tramway de Karlsruhe type GT8-60D

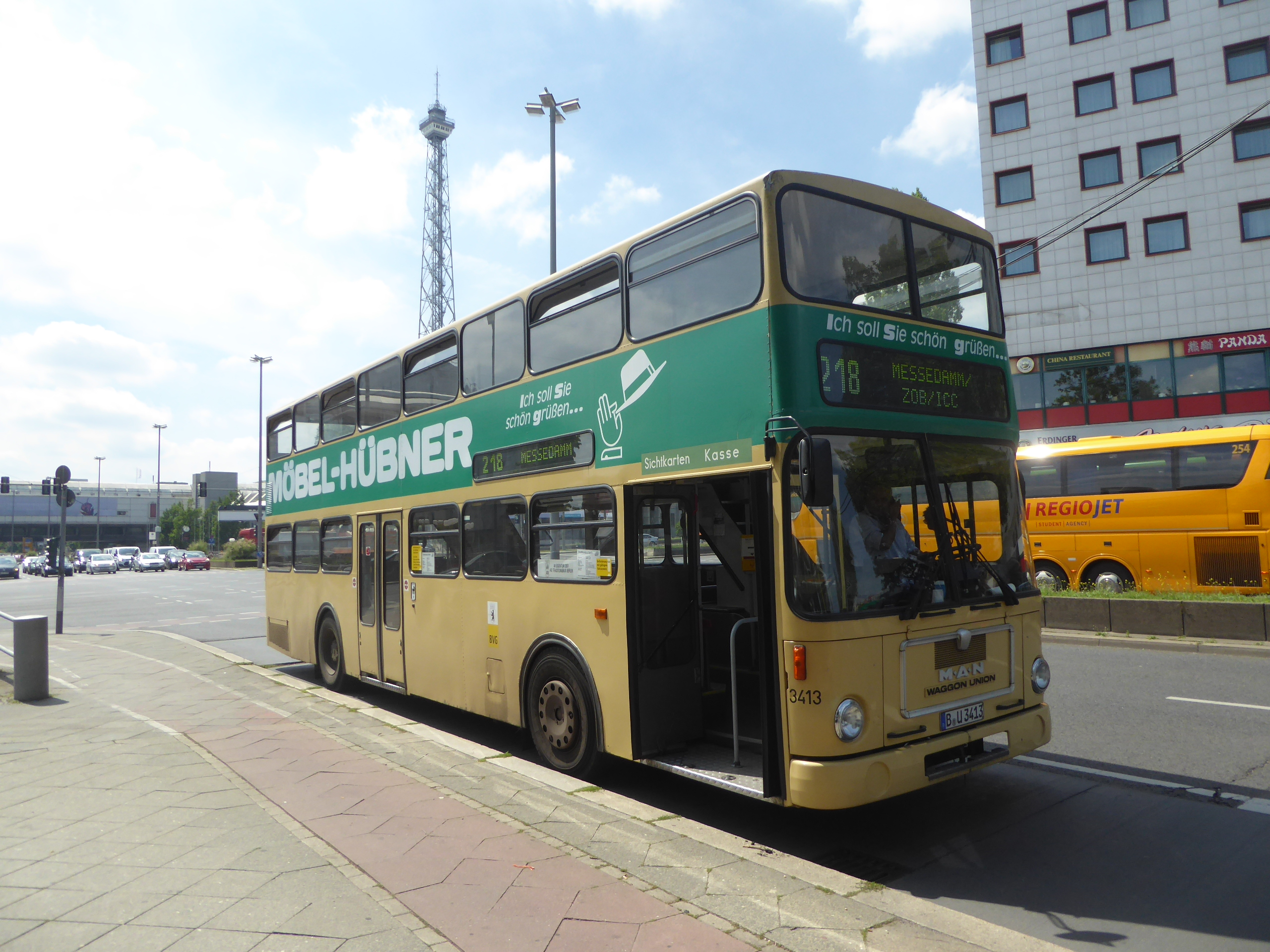
Autobus à impériale MAN SD 200 carrossé par Waggon-Union

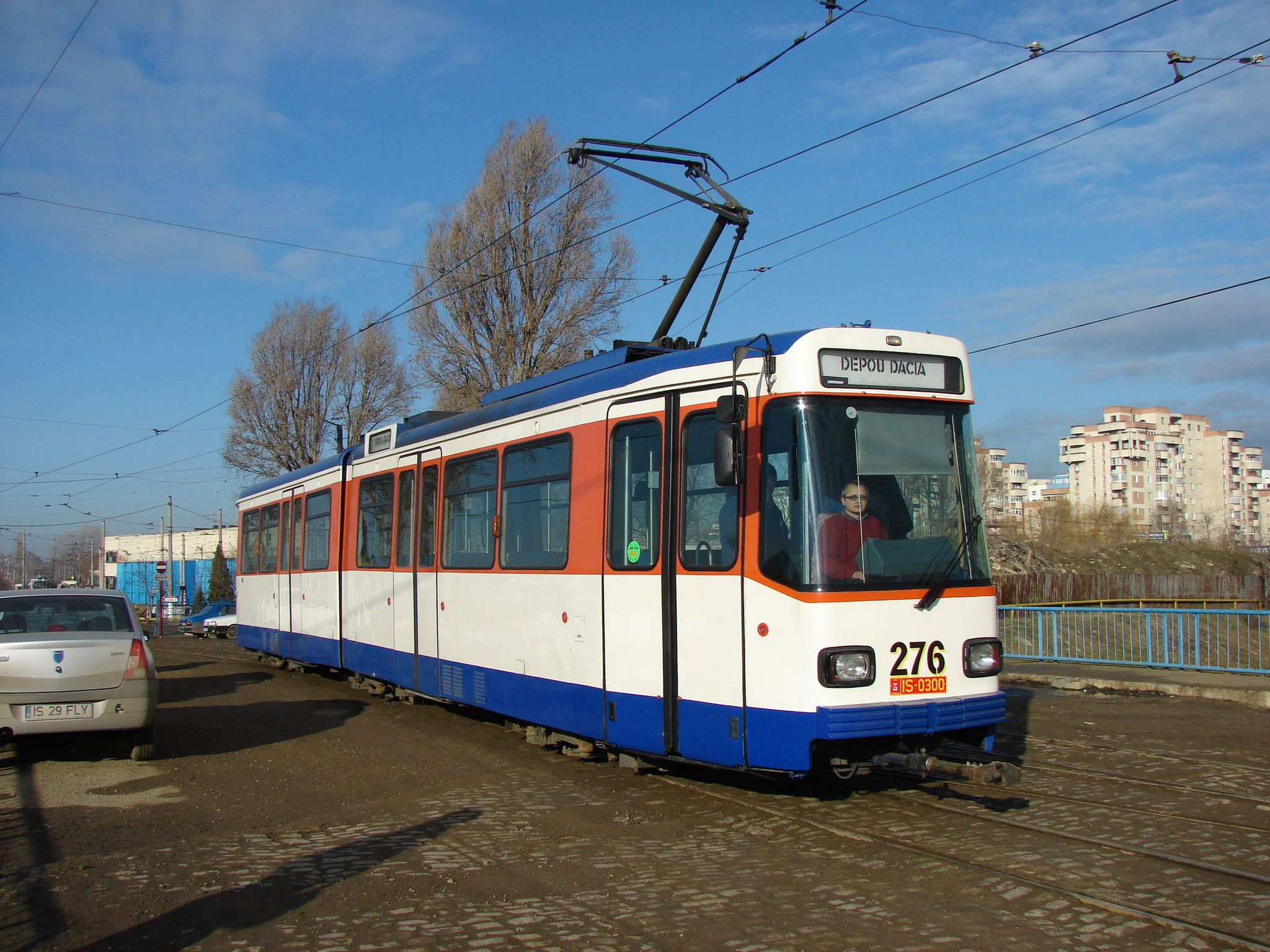
Tramway type ST10 construit en 1997 pour Darmstadt, racheté en 2007 par la ville de Iași en Roumanie

Deutsche Waggon Union AG était un constructeur allemand de matériel ferroviaire, de tramways et de carrosseries d'autobus, installé à Berlin-Borsigwalde et Netphen (district de Siegen-Wittgenstein), aussi connu sous le nom de Deutsche Waggon und Maschinenfabrik - Usine allemande de wagons et de machines ou simplement DWM.

## Histoire
La société a été créée en 1971 à la suite de la fusion de Deutsche Waggon und Maschinenfabriken (DWM) de Berlin, SEAG Waggonbau Dreis-Tiefenbach et Rheinstahl Transporttechnik. Elle a ensuite été rachetée par ABB Henschel AG en 1990. ABB Henschel et Mercedes-Benz fusionnent leurs branches respectives de transport qui deviennent ABB Daimler Benz Transportation Adtranz
AG qui, à son tour est rachetée par le groupe canadien Bombardier Transport. Le nouveau site de Berlin-Wilhelmsruh, créé en 1997, a dû être cédé à la demande du Bundeskartellamt. Le site de Berlin-Wilhelmsruh a été cédé à Stadler Railvendu. L'usine de Borsigwalder Miraustraße a été fermée. L'usine de Netphen appartient toujours à Bombardier et s'est spécialisée dans la fabrication de bogies. Des wagons de fret y étaient fabriqués, des wagons pour le vrac, des wagons citernes et des wagons fermés avec portes coulissantes.

## Productions
Deutsche Waggon Union AG a développé et fabriqué de nombreux types de voitures de voyageurs et de marchandises, y compris les voitures des TUI-FerienExpress. L'autorail le plus connu est le NE 81, développé par O & K et construit par Waggon Union pour plusieurs chemins de fer privés allemands. Deutsche Waggon Union AG a participé à la construction de draisines  Klv 53 et Klv 96 et au développement du Klv 54. Les projets de recherche comprenaient également la construction des voitures passagers du M-Bahn de Berlin.
Le client le plus important a été la Berliner Verkehrsbetriebe (BVG). Les productions du site de Berlin à Miraustraße sont, entre autres, les rames de métro série S-Bahn 480, les carrosseries des autobus à impériale pour BVG, MAN SD 200 et MAN SD 202 ainsi que des tramways pour la société de transport de Karlsruhe (GT6-D et GT8-D) et la société de transport de Darmstadt HEAGet l'Albtal-Verkehrs-Gesellschaft (autorails 22 à 25 et GT6-80C).
Le site de Netphen était responsable de la production de tous les wagons de fret, y compris les wagons-citernes et les wagons de marchandises en vrac. Les bogies pour wagons de marchandises, voitures de voyageurs et tramways y sont toujours produits par la société devenue propriété de Bombardier Transport. Les bogies des voitures intermédiaires de l'ICE 1 y ont également été développés.
Vers 1990, Deutsche Waggon Union AG a participé à la fabrication des premiers tramways avec plancher surbaissé, le prototype VÖV. Malheureusement, ceux-ci n'ont jamais été mis en service. Le dernier tramway, sur les 3 construits par le consortium d'entreprises Duewag, Waggon Union, Linke-Hofmann-Busch, MBB et Siemens, appartient à la Düsseldorf Rheinbahn.
À la fin des années 1980, Deutsche Waggon Union AG a construit dix autorails type B80D pour la Kölner Verkehrs-Betriebe Aktiengesellschaft - Société de transport de Cologne (KVB).